# NGC 4252
NGC 4252 هي مجرة تتبع كوكبة العذراء. اكتشفها ألبرت مارث في 26 مايو 1864.

## روابط خارجية
- NGC 4252 على موقع ويكي سكاي: DSS2, SDSS, GALEX, IRAS, Hydrogen α, X-Ray, Astrophoto, Sky Map, Articles and images